# Мельгор, Бьярне
Бьярне Мельгор (норв. Bjarne Melgaard; род. 9 сентября 1967, Сидней, Австралия) — современный художник, работающий в технике скульптурного ассамбляжа. Живёт и работает в Нью-Йорке и Осло. Известен как «один из самых значительных художников Норвегии» и после публикаций в 2014 году о его скульптуре Chair как «самый известный норвежский художник со времен Эдварда Мунка».

## Биография
Бьярне Мельгор родился в Австралии в семье норвежцев, вырос в Норвегии). Окончил Норвежскую академию художеств, после чего продолжил обучение в Академия художеств в Амстердаме (1991—1992) и Академии им. Яна ван Эйка в Маастрихте (1992—1993). В начале своей карьеры создавал противоречивые инсталляции, ссылающиеся на такие субкультуры как S & M и хэви-метал. В настоящее время его практика состоит из акцента на экспрессионистских картинах и рисунках, часто содержащий текст.
Его первая в Нью-Йорке выставка состоялась в 2000 году, на которой Мельгор выставил скульптуры обезьян, занимающихся сексуальными действиями. Мельгор переехал навсегда в Нью-Йорк в 2009 году.
В январе 2014 года на модном веб-сайте было опубликовано изображение художественного произведения Мельгора Chair из стекловолокна, вызвавшее споры. Скульптура представляла из себя чернокожую женщину лежащую на спине с подушкой для сиденья на бёдрах. Владелец сайта Даша Жукова (белая) была изображена сидящей на подушке. После гневных обвинений в расизме картина была снята. Мельгор создал его как реинтерпретацию аналогичного произведения британского поп-скульптора Аллена Джонса и намеревался сделать это комментарием к гендерной и расовой политике. Директор галереи Стивен Поллок сказал: «Принятие не является целью, и он не поддерживает европейскую политкорректную позицию, направленную на удовлетворение культурных ожиданий. Он, конечно, не расист и его бойфрендом был чёрный».

## Творчество
В своих инсталляциях Бьярне Мельгор объединяет живопись, скульптуру, анимацию и фотографию, преобразовывая привычные объекты в выразительные концептуальные пространства. Его искусство исследует тёмную сторону человеческой природы и открывает непрезентабельные аспекты повседневной жизни, существующие параллельно с привычными устоями общества. Художник указывает на слабые стороны этических стандартов, иллюзию благополучия и проблемные точки маргинальных слоев в культуре и социуме. Жизнь незащищенного человека на границе культурных миров, противоречивые субкультуры, исследование идентичности и границ тела, экзистенциальное одиночество, постоянный поиск любви и чувства безопасности — проблемы, с которыми общество предпочитает не сталкиваться — становятся основной темой размышления в работах Мельгора.
Одной из самых известных работ художника стала скульптура «Chair» (2013) — апроприация знаменитой работы Аллена Джонса. Скульптуры в жанре поп-арт, созданные Джонсом в конце 1960-х годов — часть коллекции галереи Тейт — в буквальном смысле слова олицетворяли женщину с предметом мебели, что обличало общественные настроения и конфликт своего времени. Оспаривая силу репрезентации, Мельгор усилил социальную полемику, отразив в скульптуре острые вопросы актуальной эпохи. Представленная публике обновлённая скульптура изобразила лежащую на спине темнокожую женщину с подушкой на бёдрах, критикуя психологическое отношение современного общества к проблемам сексизма, расизма и использования женского образа в массовой культуре и социальных медиа.

## Знаковые выставки[10]
2019
- Naturally Naked, Галерея Гари Татинцяна, Москва[11]

2017
- Bjarne Melgaard — A Drawing Show, Художественная галерея современного искусства, Берлин

2016
- Painters´ Painters, Галерея Саатчи, Лондон

2015
- Melgaard + Munch, Музей Мунка, Осло

2013
- Bjarne Melgaard, Музей современного искусства Аструп-Фернли, Осло
- Gang Bust, Venus Over Manhattan, Нью-Йорк

2012
- Moment — Ynglingagatan 1, Музей современного искусства, Стокгольм
- A House to Die In, Институт современного искусства, Лондон

2009
- Tracking traces, Музей современного искусства Kiasma, Хельсинки

2008
- Hardcore, Сёрланнский музей искусств, Кристиансанн

2007
- Beneath the Underdog, Галерея Gagosian, Нью-Йорк

2005
- Rom for Rom/Room for Room, Сёрланнский музей искусств, Кристиансанн

2003
- Skam, Художественный музей Бергена, Берген

2002
- Black Low, Музей MARTa, Ганновер

2000
- Sharing Exoticisms, V Биеннале в Лионе, Лион

## Публичные коллекции
- Городской музей Амстердама Стеделейкмюсеум, Aмстердам, Нидерланды
- Галерея Саатчи, Лондон, Великобритания
- Музей современного искусства Аструп-Фернли, Осло, Норвегия
- Музей MARTa, Херфорд, Германия
- FRAC, Клермон-Ферран, Франция
- Музей модернистского и современного искусства, Страсбург, Франция
- Музей современного искусства Kiasma, Хельсинки, Финляндия